# San Antonio de la Cofradía
San Antonio de la Cofradía är en ort i Mexiko.   Den ligger i kommunen Tlaltenango de Sánchez Román och delstaten Zacatecas, i den centrala delen av landet, 500 km nordväst om huvudstaden Mexico City. San Antonio de la Cofradía ligger 1 754 meter över havet och antalet invånare är 245.
Terrängen runt San Antonio de la Cofradía är kuperad österut, men västerut är den platt. Runt San Antonio de la Cofradía är det ganska glesbefolkat, med 31 invånare per kvadratkilometer. Närmaste större samhälle är Tlaltenango de Sánchez Román, 6,2 km nordväst om San Antonio de la Cofradía. I omgivningarna runt San Antonio de la Cofradía växer huvudsakligen savannskog.